# السبت في المسيحية

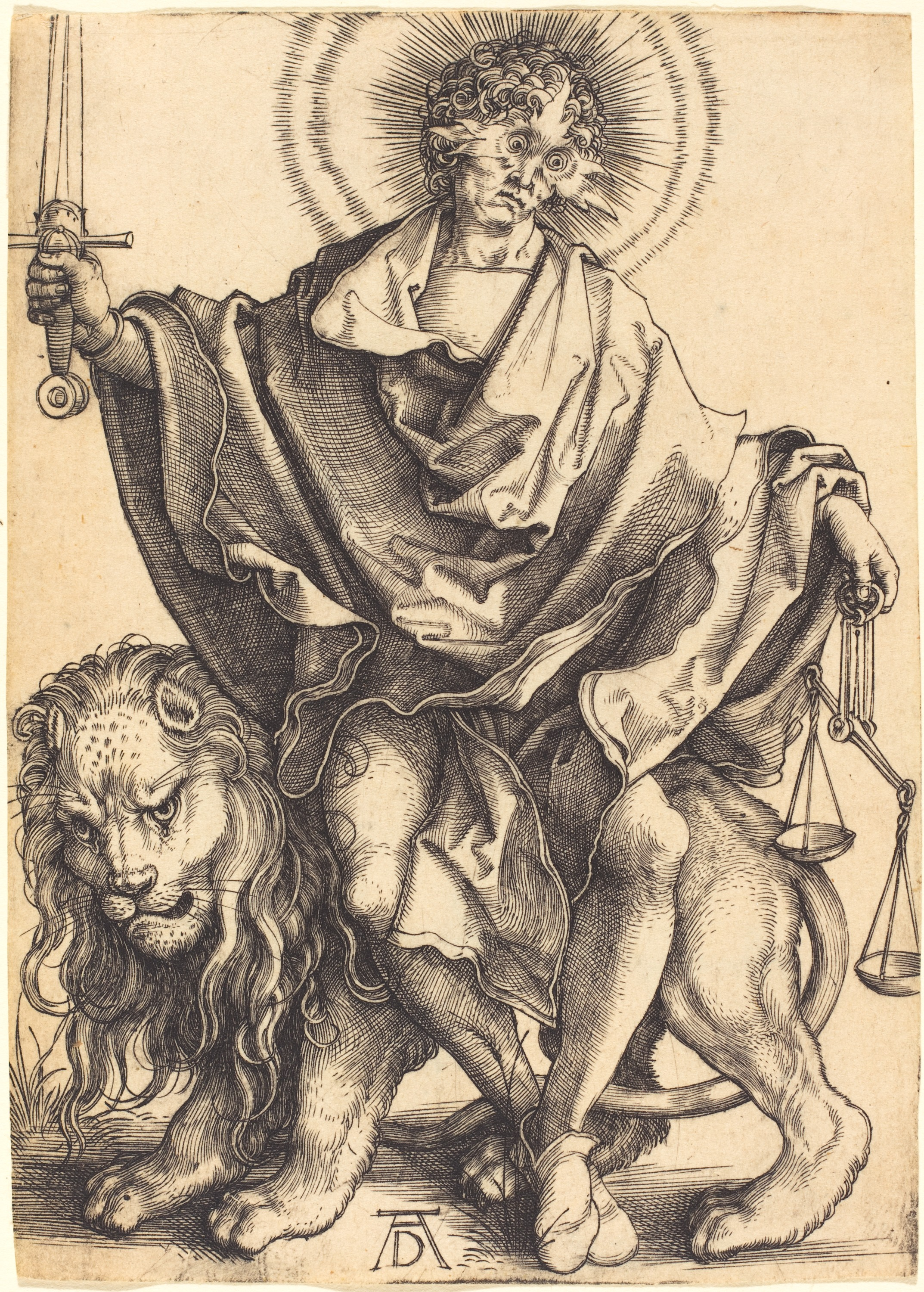
ألبريشت دورر - شمس العدل

السبت في المسيحية هو تضمين سبتٍ، أي يوم للراحة والعبادة، في المسيحية، وهو مفروضٌ على بني إسرائيل في الوصايا العشر، وقد بارك الرب كذلك يوم السبت وجعله مقدّسًا، «فرغ الله في اليوم السابع من عمله الذي عمل». ارتبط الطقس باجتماع الناس للعبادة في المعابد في اليوم الذي يسمّى سبتًا.
التزم المسيحيون الأوائل باليوم السابع سبتًا للراحة والصلاة، لأنهم كانوا يهودًا في معظمهم، ولكنهم جعلوا اجتماعهم عند مغرب اليوم الأول، الأحد، أي السبت ليلًا في عرفنا اليوم. في مطلع القرن الثاني قبِل القديس إغناطيوس الأنطاكي عدم الالتزام بالسبت. معظم المسيحيين اليوم على تعظيم يوم الأحد، الذي يسمونه يوم الرب، وترك سبت اليوم السابع اليهودي، الذي كان للراحة والعبادة.
يعظّم المسيحيون في إثيوبيا سبتًا يمتدّ يومين، السبت والأحد، ويحتمَل أن هذا بدأ مع حركة أسسها يوستاتوس في القرن الرابع عشر، ونالت قبولًا في حكم المال زارا يعقوب.
بالاتفاق مع أفكار التطهيريين (البيوريتانيين) في القرن السابع، يعظّم المشيخيون والأبرشانيون، وكذلك الميثوديون والمعمدانيون، يوم الأحد في عقائدهم، وهو يوم الرب في نظرهم وسبت المسيحيين. من طقوس من قال بسبتيّة اليوم الأول (سبتيّة الأحد): حضور قدّاسات الكنيسة صباحًا ومساءً، وسماع التعاليم المسيحية في مدرسة الأحد في يوم الرب، وترك العمل فيه، وعدم الأكل في المطاعم، وعدم التسوق، وعدم استعمال النقل العام، ولا المشاركة في المناسبات الرياضية، ولا مشاهدة التلفزيون أو تصفح الإنترنت. يعمل المسيحيون الذين يعظمون الأحد بأعمال الرحمة في يوم الرب، كالتبشير، وزيارة المسجونين في السجون وعيادة المرضى في المشافي ودور التمريض.منذ القرن السابع عشر الميلادي، شكلت عدة مجموعات مسيحية استعاديّة، معظمهم ممن يعظم اليوم السابع (سبتيّو السبت) مجتمعات اعتمدت تفسيرات حرفية أكثر للشريعة، سواء المسيحية أو الموسوية.

## التاريخ

### توقيت السبت
السبت العبري، وهو سابع يوم في الأسبوع، يطابَق عادةً مع سبتنا اليوم، ولكن اليوم في التقويم العبري يبدأ عند مغرب الشمس لا عند انتصاف الليل. لذا فإن السبت يضمّ جزءًا من الجمعة (بعد المغرب) إلى مغرب السبت، عندما تبدو ثلاثة نجوم في سماء الليل. كذلك أول يوم عبري في الأسبوع (الأحد) يبدأ من مغرب السبت (بالعُرف العام) إلى مغرب ما نسمّيه أحدًا. ظلّ السبت معظّمًا في الكنيسة المسيحية المبكرة. إلى اليوم، لم يزل اليوم القدّاسي في تقويمات الكنيسة الأرثوذكسية المشرقية والأرثوذكسية الشرقية موافقًا للحساب العبري. في الكنيسة اللاتينية، «اليوم الطقسي أو القداسي يبدأ من منتصف الليل إلى منتصف الليل. ولكن الاحتفال بأيام الأحد والأعياد يبدأ من مساء اليوم السابق».
في الشؤون غير الطقسية، تعرّف الشريعة القانونية للكنيسة اللاتينية اليوم بدءًا من منتصف الليل.

### المسيحية المبكرة
ظلّ المسيحيون اليهود معظّمين للسبت ولكنهم لم يكونوا يجتمعون حتى نهاية اليوم، أي في السبت ليلًا. في الأناجيل، وُصف مجيء النساء إلى القبر الخالي أنه «عند أول السبت» (بالإغريقية: εις μια των σαββατων)، ولكنّه يترجم عادةً إلى «في اليوم الأول من الأسبوع». وهو ما بُيّن في سفر أعمال الرسل 20:7 عندما استمرّ بولس في رسالته «إلى منتصف الليل» وذهب شاب لينام وسقط من النافذة. الإمبراطور قسطنطين هو الذي أمر ألّا يعظّم المسيحيون السبت بعد أمره وأن يعظّموا الأحد واحده (القسم الأخير من اليوم الأول من الأسبوع)، وسمّاه «يوم الشمس المعظّم». يسوّغ المسيحيون هذه الحركة لأن الأحد هو اليوم الذي قام فيه المسيح من موته وهو الذي جاء فيه الروح القدس للرسُل. ومع أن اجتماع المسيحيين للعبادة في اليوم الأول من الأسبوع (الأحد عند الوثنيين) يعود إلى أيام سفر الأعمال، وذُكر تاريخيًّا في نحو عام 115 للميلاد، فإن مرسوم قسطنطين هو الذي جعل مزيدًا من المسيحيين يعظمون الأحد وحده ويتركون تعظيم السبت. تدلّ كتابات الآباء أنه في القرن الثاني، عمّ الاحتفال بالأفخارستيا في يوم للعبادة الجماعية هو اليوم الأول. قال يوسابيوس القيصري، وهو من آباء الكنيسة، وقد كان أسقف القيصرية عام 314 للميلاد، «لقد نُقل السبت إلى الأحد» عند المسيحيين.
في كتابه، من السبت إلى الأحد، رأى اللاهوتي السبتي سامويل باتشيوتشي أن الانتقال من السبت السبتي إلى الأحد السبتي في الكنيسة المبكرة كان مدفوعًا بعوامل وثنية وسياسية، وبتراجع الأصول في شأن يوم السبت.
ذكر سقراط القسطنطيني وسوزمن أن معظم أتباع الكنيسة المبكرة (إلا روما والإسكندرية) عظّموا السبت في اليوم السابع.

### العبادة الجماعية
كان تعظيم يوم الرب للأفخارستيا مستقلًّا عن السبت اليهودي، وكانت الأفخارستيا أشيَع شعيرة قديمة متى اجتمع المسيحيون للعبادة. في أماكن وأزمنة كثيرة، امتدّت إلى القرن الرابع، ظلّ بعض المسيحيين يحتفلون بالسبت، بالإضافة عادةً إلى يوم الرب، ويحتفلون بالأفخارستيا في اليومين معًا. لم تُنكِر مجامع الكنيسة المبكرة المسيحية، التي ناقشت أمور التهويد، تعظيم السبت والاحتفال المسيحي فيه. فمجمع لاديقية مثلا (363-364)، فرضَ أن تكون الأفخارستيا في السبت كما تكون في الأحد، أي بنفس الطريقة. اقترح نيندر أن الأفخارستيا في السبت كانت في كثير من الأماكن «عيدًا للاحتفال بذكرى الخلق».
كانت مسائل الشعائر العبرية التي استمرت إلى القرن الثاني متعلّقة في معظمها بالسبت. كتب القديس جاستن، الذي كان يتعبّد في اليوم الأول، عن انتهاء الالتزام بالسبت، وقال إن السبت كان علامةً مخصوصة ببني إسرائيل لتعلّمهم عن طبيعة الإنسان الخاطئة (الرسالة إلى أهل غلاطية 3:24-25)، وهي غير ضرورية بعد مجيء المسيح من دون خطيئة. ورفض الالتزام بالسبت في اليوم السابع، قائلًا إن «الشريعة الجديدة تفرض عليك الالتزام بالسبت كل يوم، دائمًا». ولكن القديس جاستن اعتقد أن السبت كان مخصوصًا بموسى وبني إسرائيل. أشار المؤرخ واللاهوتي جون نفنز أندروز أنه «في تقدير القديس جاستن، السبتُ قضية يهودية، لم يعرفها الصالحون قبل موسى، ولا سلطة لها أبدًا بعد موت المسيح». لاحظ أندروز هذا الأمر في كتابات القديس جاستن. كتب الفقرة التالية القديس جاستن الشهيد، «هل ترى أن العناصر لا تخمل، وأنها لا تعظّم سبتًا؟ ابقَ كما وُلدت. فإذا كان الختان قبل إبراهيم غير ضروري، والسبت والأعياد والقرابين قبل موسى غير ضرورية، فلا ضرورة لكل هذا اليوم، بعد أن وُلد المسيح يسوع ابن الله من غير خطيئة، من بتولٍ من ذرّية إبراهيم، بمشيئة من الله». وفي توضيع آخر، يقول أندروز، «لم يكتف جاستن بالقول بأن اليهود أُمروا بالسبت لذنوبهم، بل وأنكر في الفصل التاسع عشر وجود أي سبت قبل موسى. فقال، بعد ذكر أسماء آدم وهابيل وإنوخ وملكي صادق: ‹بل إن كل الصالحين الذين ذُكروا، كانوا محبوبين عند الله وهم لم يعظّموا أي سبت›». مع اتجاه العبادة الجماعية المسيحية منذ القدم إلى الأفخارستيا، التي كانت مسموحة في اليوم السابع، أصبح السبت اليهودي يومًا للراحة فقط.